# Catedrala Leicester
Catedrala Sf. Martin, Leicester, de obicei cunoscut sub numele de Catedrala Leicester, este o biserică anglicană, catedrală a Episcopiei de Leicester⁠(d) din orașul Leicester, Anglia. Biserica a fost ridicată la rang de biserică colegială în 1922 și la cel de catedrală în 1927, după înființarea noii Dioceze de Leicester, în 1926.
Rămășițele lui Richard al III-lea a fost înmormântate în catedrală în 2015, după fuseseră descoperite în apropiere.